# 최성영
최성영(崔成永, 1997년 4월 28일 ~ )은 KBO 리그 NC 다이노스의 투수이다.

## 아마추어 시절
초등학교 리그전에서 영랑초등학교를 준우승으로 이끌었다.
설악고등학교 2학년 때인 2014년에 청소년 대표팀 상비군에 선발됐고, 3학년 때인 2015년에 18U 야구 월드컵 대표팀 선수로 발탁됐다.
2016년 한국프로야구 신인 드래프트에서 NC 다이노스에 2차 2라운드 13순위로 지명됐다. 직구 스피드가 130km/h로 느리지만 커브, 슬라이더, 체인지업 등 다양한 변화구를 사용하고, 우타자 바깥쪽 제구력이 좋다는 평을 받았다.

## NC 다이노스시절

### 2016년 시즌
6월 9일 넥센전에 구원 등판하며 데뷔 첫 경기를 치렀고, 경기에서 1이닝 1실점을 기록했다.

### 2017년 시즌
시즌 7경기에 등판해 11.1이닝, 9점대 평균자책점으로 부진했다.

### 2018년 시즌
시즌 28경기에 등판해 64.1이닝, 2승 2패, 1세이브, 5점대 평균자책점을 기록했다.

### 2019년 시즌
9월 11일 두산 베어스와의 경기에서 선발 등판해 7.2이닝까지 노히트 노런을 기록하다가 최주환에게 안타를 허용하며 기록이 깨졌다. 경기에서 8이닝 1피안타, 2볼넷, 1탈삼진, 무실점을 기록했다. 시즌 26경기에 등판해 82.1이닝, 4승 1패, 2홀드, 62탈삼진, 49볼넷, 3점대 평균자책점을 기록했다.

### 2020년 시즌
5선발로 시즌을 시작했으나 볼넷이 많아지면서 김영규, 신민혁과의 5선발 경쟁에서 밀렸다.

## 상무 야구단시절
2020년 시즌 후 입대했다.
2021년 시즌 68.2이닝 5승 2패, 1세이브, 평균자책점 2.88을 기록하며 퓨처스리그 남부리그 평균자책점상을 수상했다.

## NC 다이노스복귀
2022년에 복귀하였다.

## 경력

### 수상
- 2021년 퓨처스리그 남부리그 평균자책점상

### 국가대표
- 2015년 제 27회 세계 청소년 야구 선수권 대회 국가대표

## 트리비아
- 인터뷰를 통해 존경하는 선수로 류현진, 맞대결을 펼치고 싶은 선수로 김광현, 상대하고 싶은 팀으로 삼성 라이온즈를 꼽았다.[1]

## 출신 학교
- 영랑초등학교
- 강원 설악중학교
- 강원 설악고등학교

## 통산 기록
| 연도 | 팀명  | 평균자책점 | 경기 | 완투 | 완봉 | 승 | 패 | 세 | 홀 | 승률  | 타자 | 이닝 | 피안타 | 피홈런 | 볼넷 | 사구 | 탈삼진 | 실점 | 자책점 |
| ---- | ----- | ---------- | ---- | ---- | ---- | -- | -- | -- | -- | ----- | ---- | ---- | ------ | ------ | ---- | ---- | ------ | ---- | ------ |
| 2016 | NC    | 1.93       | 7    | 0    | 0    | 0  | 0  | 0  | 0  | -     | 21   | 4⅔   | 8      | 0      | 2    | 0    | 4      | 1    | 1      |
| 2017 | NC    | 9.53       | 7    | 0    | 0    | 0  | 0  | 0  | 0  | -     | 57   | 11⅓  | 17     | 4      | 7    | 2    | 8      | 12   | 12     |
| 2018 | NC    | 5.88       | 28   | 0    | 0    | 2  | 2  | 1  | 0  | 0.500 | 282  | 64⅓  | 66     | 11     | 25   | 4    | 57     | 43   | 42     |
| 2019 | NC    | 3.94       | 26   | 0    | 0    | 4  | 1  | 0  | 2  | 0.800 | 368  | 82⅓  | 79     | 3      | 49   | 3    | 62     | 39   | 36     |
| 2020 | NC    | 6.84       | 14   | 0    | 0    | 2  | 4  | 0  | 0  | 0.333 | 278  | 60⅔  | 67     | 13     | 35   | 3    | 27     | 45   | 41     |
| 2023 | NC    | 4.86       | 18   | 0    | 0    | 5  | 4  | 0  | 0  | 0.556 | 303  | 66⅔  | 77     | 6      | 32   | 5    | 38     | 37   | 36     |
| 2024 | NC    | 5.79       | 24   | 0    | 0    | 2  | 0  | 1  | 1  | 1.000 | 218  | 46⅔  | 65     | 7      | 17   | 0    | 29     | 37   | 30     |
| 통산 | 7시즌 | 5.29       | 124  | 0    | 0    | 15 | 11 | 2  | 3  | 0.577 | 1527 | 336⅔ | 379    | 44     | 167  | 17   | 225    | 214  | 198    |